# Savika
Le savika est une forme de combat traditionnel à mains nues de l'homme contre le zébu, sans mise à mort. Il est pratiqué à Madagascar par les populations Betsileo.

## Presentation
Originaire de l’Amoron’i Mania (autour d'Ambositra), le savika consiste à s’agripper à la bosse ou aux cornes de l’animal. La technique de combat se transmet de génération en génération. Le chef de famille confie à son fils le soin de garder le troupeau, ce dernier doit alors observer le comportement de chaque animal et apprendre à le connaître. Le jour où ils doivent passer le savika, qui est en fait un rite de passage, les jeunes hommes font alors une démonstration des connaissances qu'ils ont acquises en prouvant leur propre force, afin qu’ils soient acceptés en tant qu’hommes responsables au sein de la communauté.

## Galerie

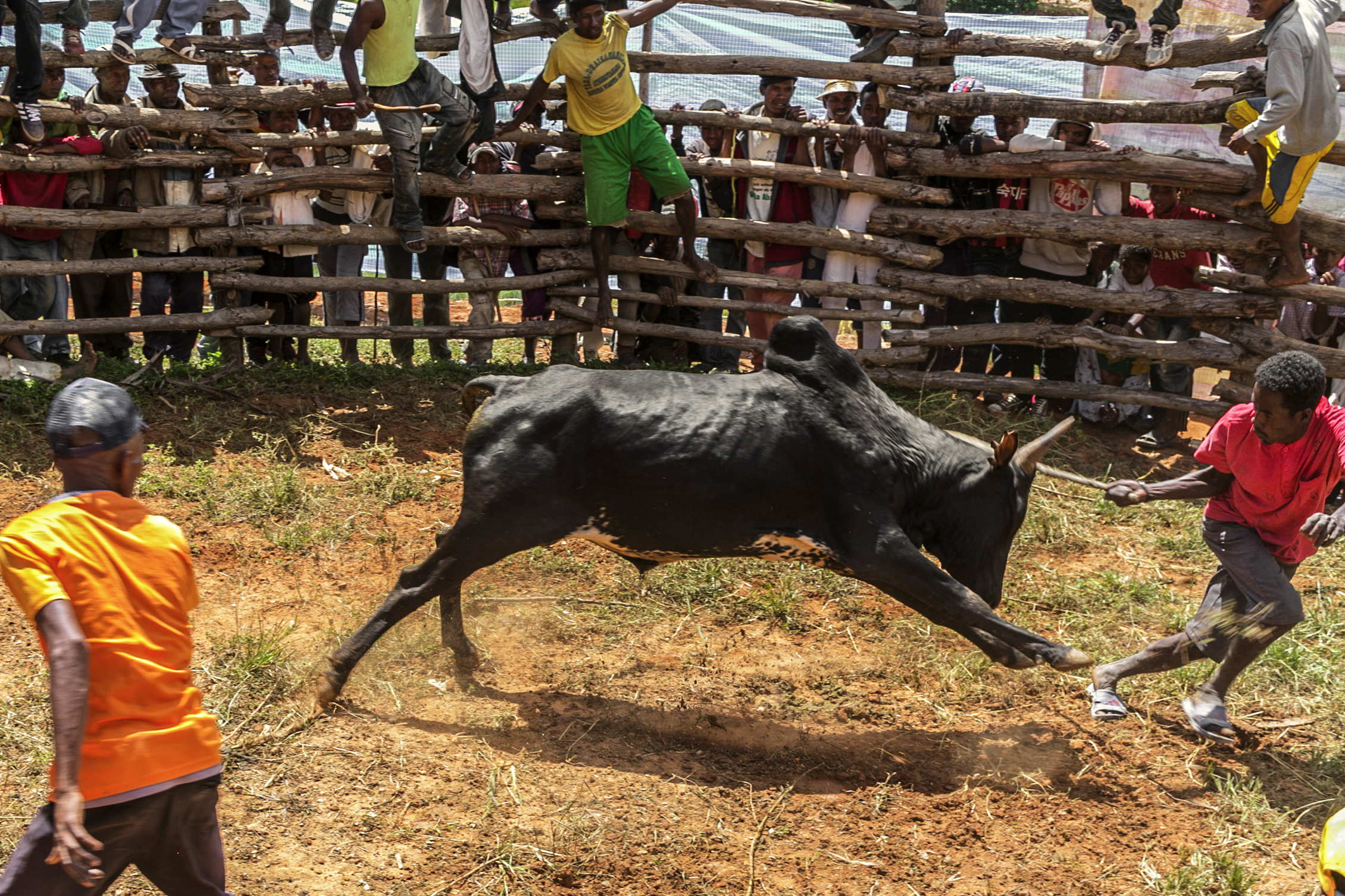
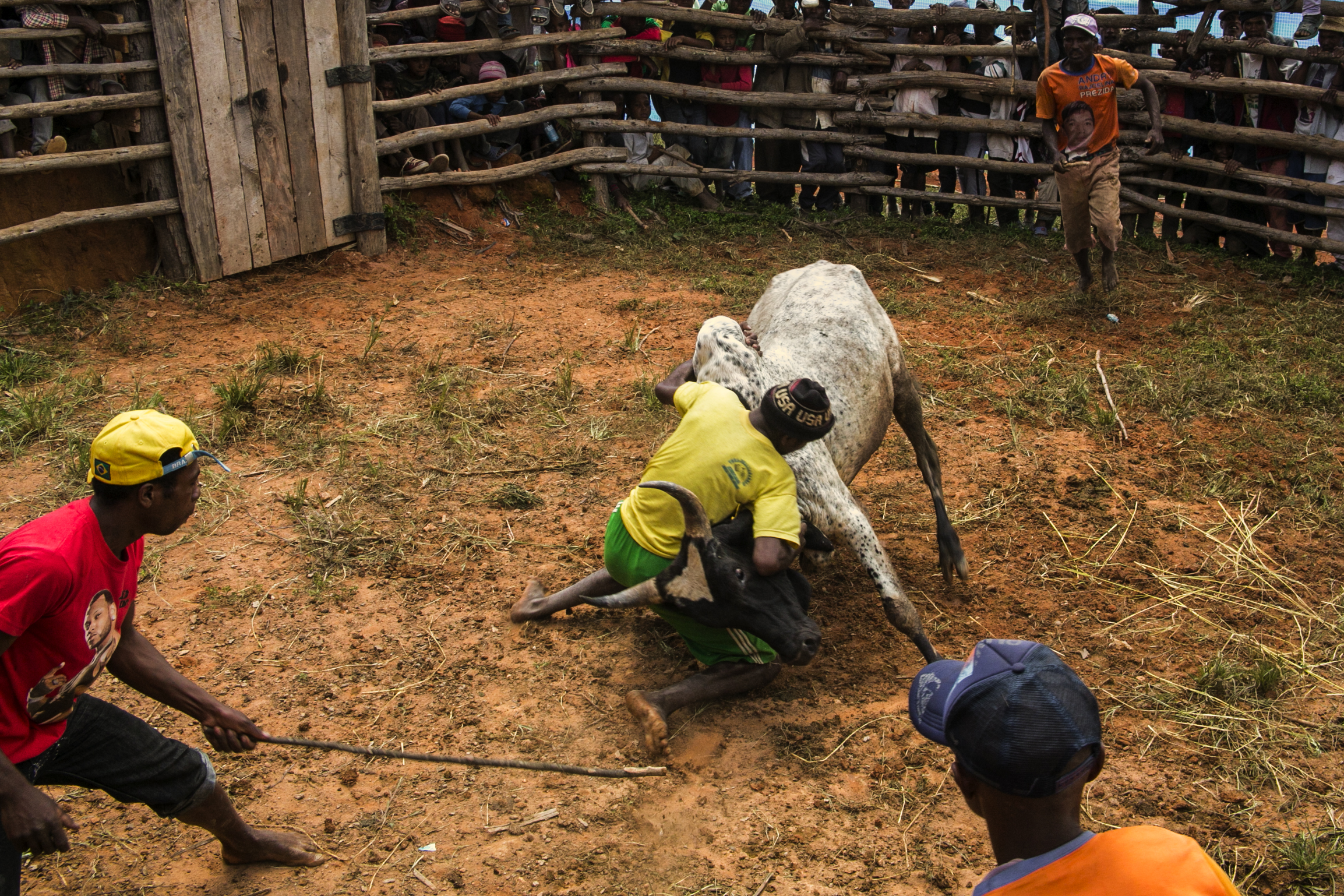
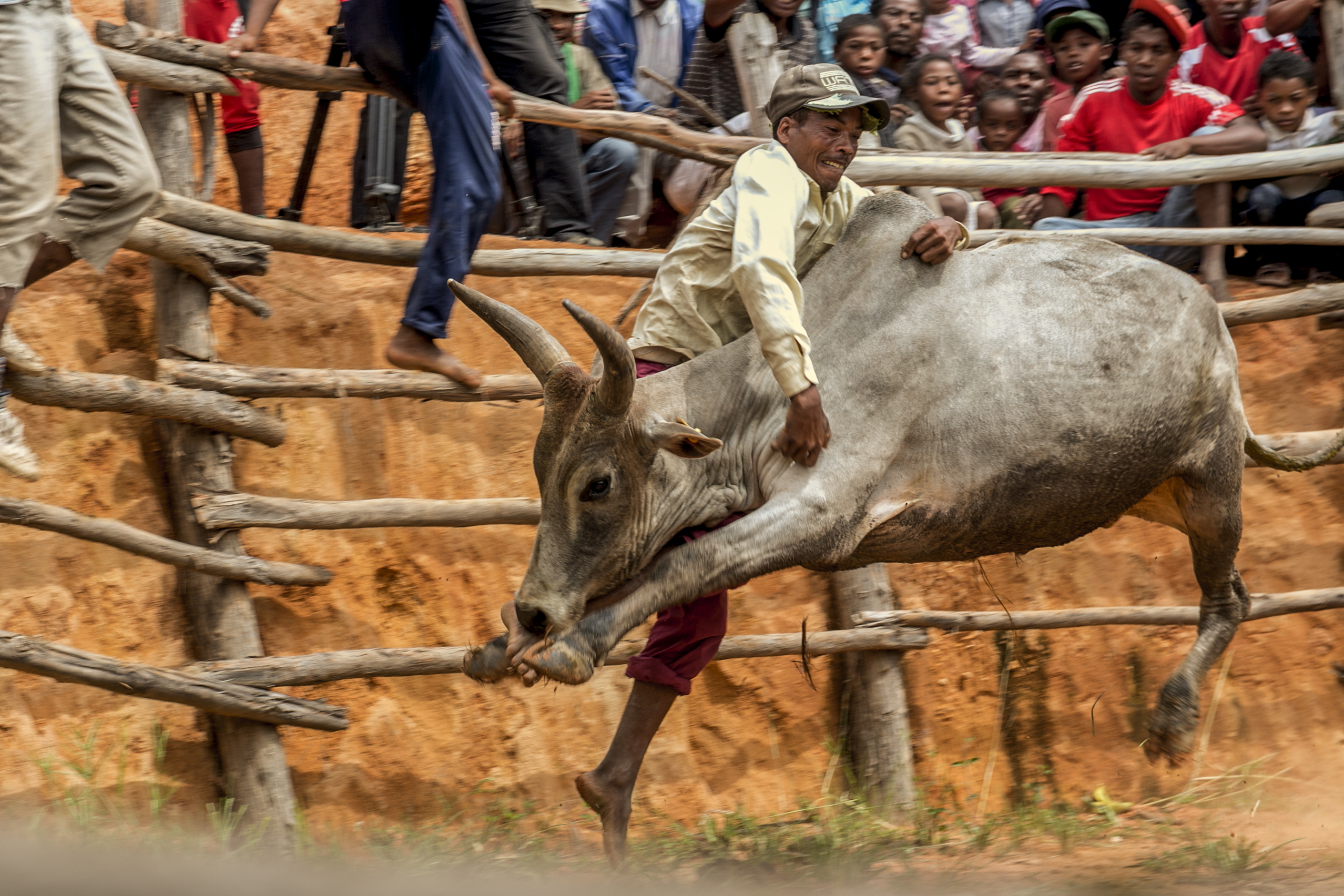
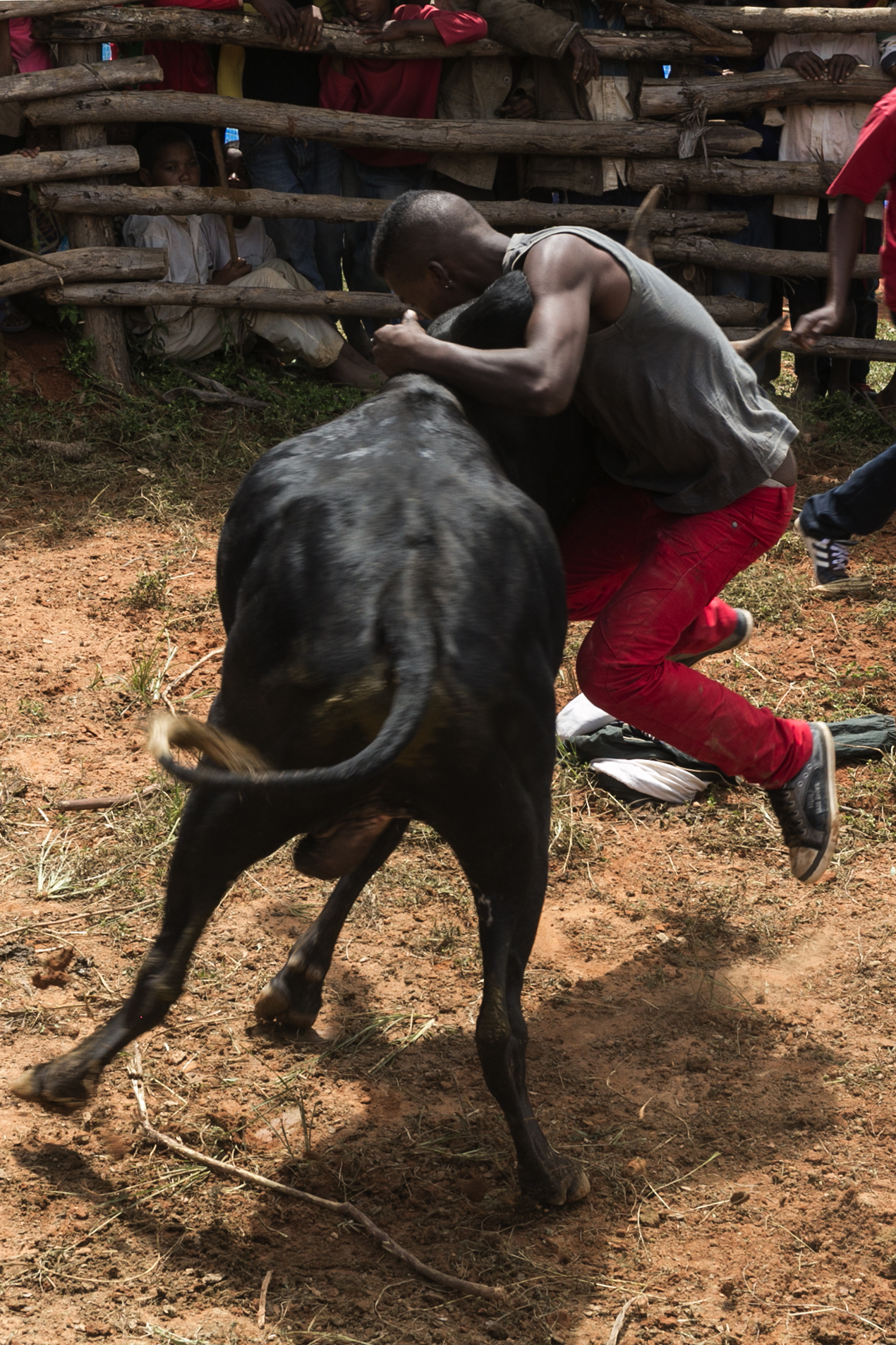